# Пересадівська сільська рада
Переса́дівська сільська́ ра́да — адміністративно-територіальна одиниця та орган місцевого самоврядування у Вітовському районі Миколаївської області. Адміністративний центр — село Пересадівка.

## Загальні відомості
- Населення ради: 3 141 особа (станом на 2001 рік)

## Населені пункти
Сільській раді підпорядковані населені пункти:
- с. Пересадівка

## Склад ради
Рада складається з 20 депутатів та голови.
- Голова ради: Бєгліца Ірина Федорівна

### Керівний склад попередніх скликань
| Прізвище, ім'я, по батькові     | Основні відомості                                                 | Дата обрання | Дата звільнення |
| ------------------------------- | ----------------------------------------------------------------- | ------------ | --------------- |
| Компанієць Володимир Андрійович | Сільський голова, 1948 року народження, член Народної партії      | 26.03.2006   | 01.08.2008      |
| Бєгліца Ірина Федорівна         | Сільський голова, 1956 року народження, освіта вища, позапартійна | 15.03.2009   | 31.10.2010      |
| Бєгліца Ірина Федорівна         | Сільський голова, 1956 року народження, освіта вища, позапартійна | 15.05.2011   |                 |

Примітка: таблиця складена за даними сайту Верховної Ради України

### Депутати
За результатами місцевих виборів 2010 року депутатами ради стали:

#### За суб'єктами висування
| Суб'єкт висування                 | Кількість обраних депутатів | %  |
| --------------------------------- | --------------------------- | -- |
| Партія регіонів                   | 9                           | 45 |
| Комуністична партія України       | 5                           | 25 |
| Самовисування                     | 5                           | 25 |
| Політична партія «Сильна Україна» | 1                           | 5  |

#### За округами
| № округу                          | Прізвище, ім'я, по батькові           | Дата визнання обраним | Освіта             | Партійна приналежність                  | Відомості про обраного депутата                                                 |
| --------------------------------- | ------------------------------------- | --------------------- | ------------------ | --------------------------------------- | ------------------------------------------------------------------------------- |
| Комуністична партія України       |                                       |                       |                    |                                         |                                                                                 |
| 3                                 | Кравцов Віктор Леонідович             | 05.11.2010            | середня            | член Комуністичної партії України       | пенсіонер                                                                       |
| 10                                | Стовманенко Пилип Денисович           | 05.11.2010            | середня спеціальна | позапартійний                           | пенсіонер                                                                       |
| 14                                | Красиворон Юрій Володимирович         | 05.11.2010            | середня спеціальна | позапартійний                           | Миколаївська нафтобаза, охоронець                                               |
| 18                                | Ярема Іванна Михайлівна               | 05.11.2010            | середня спеціальна | позапартійна                            | пенсіонер                                                                       |
| 19                                | Терлецький Володимир Іванович         | 05.11.2010            | вища               | позапартійний                           | Воскресенська лікарняна амбулаторія, лікар-стоматолог                           |
| Партія регіонів                   |                                       |                       |                    |                                         |                                                                                 |
| 5                                 | Томов Павло Анатолійович              | 05.11.2010            | вища               | позапартійний                           | КП Пересадівської ДЮСШ «Родина», директор                                       |
| 6                                 | Бень Олег Миколайович                 | 05.11.2010            | вища               | позапартійний                           | приватний підприємець                                                           |
| 7                                 | Білозор Тетяна Петрівна               | 05.11.2010            | середня спеціальна | позапартійна                            | Пересадівська сільська рада, секретар                                           |
| 8                                 | Печериця Наталія Володимирівна        | 05.11.2010            | середня            | член Партії регіонів                    | Територіальний Центр соціального обслуговування населення, соціальний працівник |
| 11                                | Лисак Іван Іванович                   | 05.11.2010            | середня            | член Партії регіонів                    | КП Пересадівської ДЮСШ «Родина», викладач                                       |
| 15                                | Белевят Іван Федорович                | 05.11.2010            | середня            | позапартійний                           | Миколаївська обласна дитяча лікарня, водій                                      |
| 16                                | Кулин Іван Михайлович                 | 05.11.2010            | вища               | позапартійний                           | КП Пересадівської ДЮСШ «Родина», заступник директора                            |
| 17                                | Кріль Світлана Павлівна               | 05.11.2010            | середня спеціальна | позапартійна                            | Пересадівська ДЛ, фельдшер                                                      |
| 20                                | Плетньов Олександр Іванович           | 05.11.2010            | середня спеціальна | член Партії регіонів                    | Пересадівський дитячий садок «Колосок», охоронець                               |
| Політична партія «Сильна Україна» |                                       |                       |                    |                                         |                                                                                 |
| 2                                 | Настюк Ольга Григорівна               | 05.11.2010            | вища               | член Політичної партії «Сильна Україна» | Жовтнева ЦСБ, завідувачка Пересадівської бібліотеки-філії                       |
| Самовисування                     |                                       |                       |                    |                                         |                                                                                 |
| 1                                 | Шавкутенко Наталія Іванівна           | 03.01.2011            | середня спеціальна | позапартійна                            | Пересадівська дільнична лікарня, медична сестра                                 |
| 4                                 | Каніровський Володимир Васильович     | 03.01.2011            | середня            | позапартійний                           | пенсіонер                                                                       |
| 9                                 | Івков Анатолій Семенович              | 03.01.2011            | вища               | позапартійний                           | тимчасово не працює                                                             |
| 12                                | Лисак Михайло Миколайович             | 05.11.2010            | вища               | позапартійний                           | Пересадівська ДЛ, лікар-стоматолог                                              |
| 13                                | Дяченко-Роставецька Наталя Георгіївна | 30.12.2013            | вища               | член Партії регіонів                    | Пересадівський будинок культури, директор                                       |

## Населення
Згідно з переписом УРСР 1989 року чисельність наявного населення сільської ради становила 6006 осіб, з яких 3034 чоловіки та 2972 жінки.
За переписом населення України 2001 року в сільській раді мешкало 3128 осіб.

### Мова
Розподіл населення за рідною мовою за даними перепису 2001 року:
| Мова       | Відсоток |
| ---------- | -------- |
| українська | 94,05 %  |
| російська  | 5,48 %   |
| вірменська | 0,22 %   |
| болгарська | 0,10 %   |
| білоруська | 0,06 %   |
| молдовська | 0,06 %   |